# 阿尔派 (犹他州)
阿尔派（英語：Alpine），是美国犹他州犹他县下属的一座城市。建市于1850年，面积大约为7.42平方英里（19.2平方公里），海拔约为4,951英尺（1,509米）。根据2010年美国人口普查，该市有人口9,555人。